# Pardal de bardissa gorjanegre
El pardal de bardissa gorjanegre (Prunella atrogularis) és un moixó de la família dels prunèl·lids (Prunellidae). El seu estat de conservació es considera de risc mínim.

## Hàbitat i distribució
Viu en boscos de coníferes de muntanya, en Rússia central i meridional, serralada dels Urals i de Pamir, Turquestan i Kazakhstan fins al sud-oest de Sibèria, Mongòlia i l'oest de la Xina.

## Llista de subespècies
Se n'han descrit dues subespècies:
- Prunella atrogularis atrogularis (Brandt) 1843
- Prunella atrogularis huttoni (Moore) 1854